# Uhły (obwód rówieński)
Uhły (ukr. Угли) – wieś na Ukrainie, w obwodzie rówieńskim, w rejonie sarneńskim.